# 三星Galaxy J5 Pro
三星Galaxy J5 Pro是由韩国三星電子製造的一款Android智慧型手機，於2017年7月於台灣上市。有些國家版本稱為三星Galaxy J5 (2017)。三星Galaxy J5 Pro 運行基於Android 9 Pie作業系統的One UI介面。這台智慧型手機搭載了採用14nm製程整合的三星Exynos 7870 SoC，由8個ARM Cortex-A53 核心、Mali-T830MP1 GPU、3 GB的記憶體和32 GB儲存空間組成，最大可以擴充到256 GB的MicroSD記憶卡，支援4G+3G雙卡雙待，電池為不可拆卸式3600mAh，為可以使用Samsung Pay的較入門機種，跟上一代三星Galaxy J5 Prime一樣為三卡槽。